# Molly Ringwald
Molly Kathleen Ringwald (Roseville, California, 18 de febrero de 1968) es una actriz, cantante y autora estadounidense. Fue elegida para su primer papel principal como Molly en The Facts of Life (1979-1980) después de que un director de casting la viera interpretar a una huérfana en una producción teatral del musical Annie. Más tarde, hizo su debut en el cine en la película independiente Tempest (1982), que le valió una nominación a los Globos de Oro.
Tras aparecer en varias películas exitosas de John Hughes, tales como Sixteen Candles (1984), El Club de los Cinco (1985), y La chica de rosa (1986), Ringwald se convirtió en un icono adolescente, protagonizando The Pick-up Artist (1987) y For Keeps (1988). En la década 1990, asumió el papel protagonista en Something to Live for: The Alison Gertz Story (1992) y The Stand (1994).
Ringwald es parte del "Brat Pack" y fue clasificada como la número 1 de las 100 mejores estrellas adolescentes de VH1. En las décadas siguientes, Ringwald actuó en The Secret Life of the American Teenager (2008-2013), Riverdale (2017-2023), Creepshow (2021) y Dahmer – Monster: The Jeffrey Dahmer Story (2022).

## Primeros años
Ringwald nació en Roseville, California, en las afueras de Sacramento, de Edith Adele (apellido de soltera Frembd), una chef, y Robert Scott "Bob" Ringwald, un pianista de jazz ciego. Ringwald tiene dos hermanos, Beth y Kelly, y un hermano mayor que murió antes de que ella naciera. Comenzó su carrera como actriz a los cinco años, cuando apareció en una producción teatral de Las aventuras de Alicia en el país de las maravillas. Al año siguiente, grabó I Wanna Be Loved by You, un álbum de jazz Dixieland, junto con su padre y su grupo, Fulton Street Jazz Band. Ringwald se graduó de la escuela Lycée Français de Los Angeles.

## Carrera profesional

### 1970
En 1978, a la edad de diez años, Ringwald fue elegida para interpretar a Kate en la producción de Annie de West Coast, actuando en Los Ángeles. En 1979, ella apareció en la serie de televisión Diff'rent Strokes y fue seleccionada para formar parte de su serie derivada, The Facts of Life. Interpretó a Molly Parker, una estudiante feminista en la escuela Eastland para niñas. Al comienzo de la segunda temporada, el programa sufrió una importante reforma y la mayoría del reparto, incluyendo a Ringwald, fueron excluidos de la serie. Ringwald dijo más tarde que Nancy McKeon la reemplazó al interpretar a un personaje nuevo llamado Jo.

### 1980
En 1980, Ringwald se desempeña como primera voz en dos álbumes de Disney. En el álbum patriótico Yankee Doodle Mickey, Ringwald cantó "This Is My Country", "The Star-Spangled Banner" y "God Bless America". Más tarde interpretó una pista musical, "The First Noel" en un álbum de Navidad de Disney, Disney’s Christmas All-Time Favorites. Dirigiendo su atención hacia las producciones cinematográficas, ella obtuvo un papel secundario clave en la película Tempest (1982), dirigida por Paul Mazursky con la directora de reparto Juliet Taylor, y fue nominada a un Globo de Oro como "mejor actriz de reparto" por ese papel, que también ganó los Premios Artista Joven.
Ringwald saltó a la fama con su papel estelar en Sixteen Candles (1984). Fue elegida como Samantha Baker, una chica que pronto cumplirá dieciséis años y experimenta una gran tristeza al percatarse que en su familia ella pasa desapercibida. El desempeñó de Ringwald ganó elogios de la crítica profesional; muchos consideraron su actuación como atractiva y creíble. Roger Ebert escribió que "ofrece un centro perfecto para la historia". El film recaudó 23 686 027 dólares frente a un presupuesto de 6,5 millones, convirtiéndose en un éxito comercial. Ringwald diría más tarde: "No es una buena idea hacer remakes de grandes clásicos del cine" cuando se le preguntó si habría una nueva versión de Sixteen Candles. Ringwald fue considerada como un miembro del grupo de actores adolescentes llamado Brat Pack de 1980, aunque ella dijo que no se consideraba miembro de ese grupo. Ringwald ganó más éxito cuando fue elegida en otra película de John Hughes llamada The Breakfast Club (1985), que fue un éxito comercial logrando recaudar 51 525 171 dólares frente a un presupuesto de un millón de dólares y recibió la aclamación de la crítica. Ringwald interpretaba el papel de Claire Standish, una joven popular, consentida y millonaria que fue castigada por faltar a clases para irse de compras. El desempeño de Ringwald ganó opiniones especialmente positivas.
Al año siguiente, mientras todavía cursaba la escuela secundaria, fue elegida como Andie Walsh en otra película de éxito de Hughes llamada Pretty in Pink (1986). El papel de Ringwald como Andie pasó a convertirse en una de sus actuaciones más reconocibles. Cuando se le preguntó primero sobre participar en Pretty in Pink, Ringwald fue algo reacia, pero después de ver lo difícil que era para los productores encontrar un reemplazo para ella, decidió que interpretaría a Andie en la película. La misma se estrenó el 28 de febrero de 1986 dada a un presupuesto de nueve millones de dólares la película recaudo 40 471 663 dólares. Ringwald se le ofreció un papel en otra película de John Hughes llamada Some Kind of Wonderful (1987), pero rechazó el papel porque sentía que era demasiado similar a sus otras películas en las que trabajó con Hughes. Después de Pretty in Pink, Ringwald quería protagonizar papeles más maduros. Ella apareció más tarde en la portada de la revista Time el 26 de mayo de 1986.
Ringwald fue considerada para protagonizar otra película de Hughes llamada Oil and Vinegar, pero la película fue desechada cuando Hughes se negó a reescribir el guión. La trama trataba sobre un hombre a punto de casarse que recogía a una chica autoestopista, hablando sobre sus vidas durante un largo viaje en carretera. En 1987, fue elegida como Randy Jensen en la película The Pick-up Artist, junto a Robert Downey Jr. en uno de sus primeros papeles principales. La película fue recibida con reseñas mixtas, aunque fue un éxito comercial moderado. Esa película se enfocaba en un mujeriego que encuentra a su "media naranja" cuando se enamora de una mujer en deuda con la mafia.
Al año siguiente protagonizó For Keeps, un éxito comercial que recibió reseñas mixtas de los críticos profesionales, pero fue bien recibida por el público. Se considera la última película de adolescentes de Ringwald. Ringwald interpreta a Darcy Elliot, la editora de un periódico estudiantil, que queda embarazada por su novio de toda la vida Stan, interpretado por Randall Batinkoff. Su actuación recibió reseñas positivas. La película fue elogiada por algunos críticos por mostrar las dificultades del embarazo en la adolescencia. Más tarde fue elegida en Fresh Horses. La película fue recibida con reseñas generalmente negativas y fue un fracaso en la taquilla. La película también fue protagonizada por Andrew McCarthy, que ya había trabajado con Ringwald en Pretty in Pink.

### 1990
A principios de 1990, según se informa Ringwald rechazó los papeles principales femeninos en Pretty Woman y Ghost. A mediados de la década 1990, Ringwald, que había sido educada en una escuela secundaria francesa en Los Ángeles llamado Lycée Français de Los Ángeles y habla francés con fluidez, se trasladó a París y actuó en varias películas francesas. Ella regresó a los Estados Unidos de forma intermitente para aparecer en películas y televisión. Ese mismo año actuó como Betsy Hopper en Betsy's Wedding. Esta película ganó reseñas generalmente mixtas a pesar de ser un éxito comercial. Ringwald más tarde actuó en Something to Live for: The Alison Gertz Story (1992).
En 1994, fue elegida para interpretar a Frannie Goldsmith en la adaptación para televisión de la novela The Stand ("Apocalipsis") de Stephen King. El desempeño de Ringwald fue generalmente bien recibido. Después interpretó el papel principal en la película Malicious (1995) como Melissa Nelson, una mujer perturbada que tiene un romance con un jugador de béisbol universitario estrella. Más tarde actuó en la sitcom Townies de ABC. También hizo una aparición como una mujer ciega en la aclamada serie Remember WENN. Protagonizó con Lara Flynn Boyle y Teri Hatcher en 1998 la película hecha para televisión Twice Upon a Time. En 1999, interpretó el papel protagonista de "Li'l Bit" en la obra How I Learned to Drive de Paula Vogel en el Mark Taper Forum de Los Ángeles. En 2000, apareció en el episodio "Judgment Day" de The Outer Limits de Showtime.

### 2000
En 2000, Ringwald apareció en la película de conjunto sobre restaurantes In the Weeds, y en 2001 tuvo un cameo en Not Another Teen Movie, de éxito comercial, que le valió una nominación al MTV Movie Award. En el teatro, que llevaba un "verde, vestido verde" como el personaje Susan en el musical Tick, Tick... Boom! de Jonathan Larson de off-Broadway, y titular como Sally Bowles en la reactivación de extensa permanencia sobre Cabaret para el circuito de Broadway desde el 18 de diciembre de 2001 hasta el 28 de abril de 2002. En 2003, Ringwald apareció en Enchanted April para Broadway a partir del 8 de abril, pero se iría después de la actuación de junio de 15 debido a su embarazo.
A finales de 2004, actuó en la obra Modern Orthodox en Broadway, junto a Jason Biggs y Craig Bierko. En 2006 actuó en la película de televisión The Wives He Forgot, y en el primer y segundo trimestre del mismo año, interpretó el papel de Charity Hope Valentine en la gira nacional de la nueva versión del musical de Broadway Sweet Charity. Ella también desempeñó un papel secundario como Helen, la madre de Molly McIntire, en la película para televisión Molly: An American Girl on the Home Front. Ella actuó en la serie The Secret Life of the American Teenager de la cadena ABC Family, que comenzó el 1 de julio de 2008 y duró cinco temporadas con 121 episodios, antes de finalizar el 3 de junio de 2013. Ella interpretaba a Anne Juergens, la madre de la adolescente titular.

### 2010

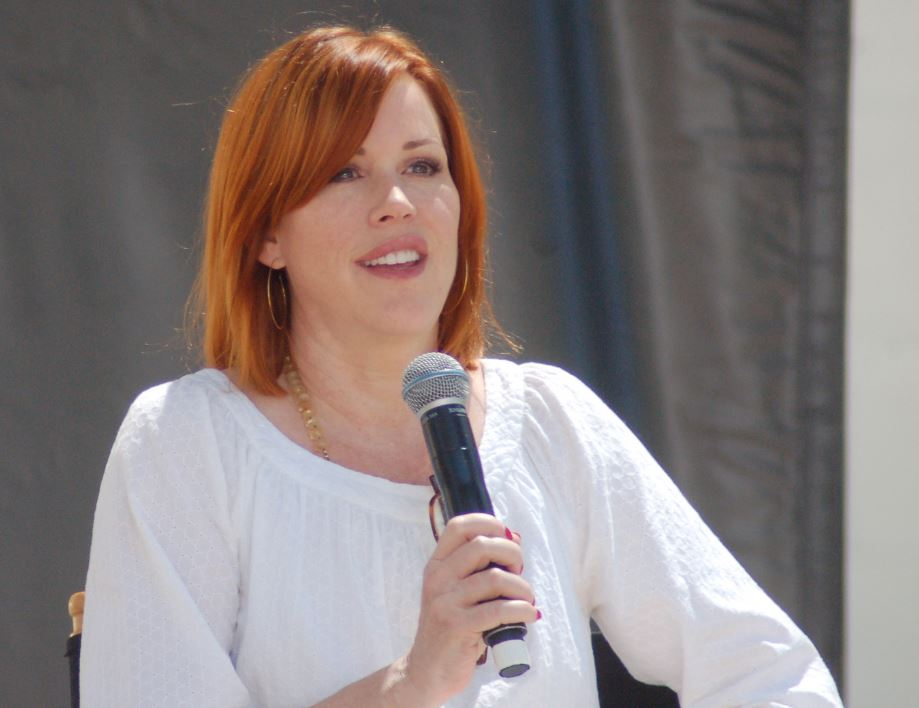
Ringwald en abril de 2013.

Ringwald leyó la edición de audiolibro de la novela The Middlesteins de 2012 de Jami Attenberg. A principios de 2013, Ringwald grabó un disco de jazz, Except Sometimes. Este sigue una tradición de jazz para la familia Ringwald establecido por su padre: "Yo crecí en un hogar lleno de música y tuve una apreciación temprana del jazz, ya que mi padre era un músico de jazz. Comenzando en torno a los tres años empecé a cantar con su banda de jazz y la música ha seguido siendo una de mis tres pasiones junto con la actuación y escribir. Me gusta decir que la música de jazz es mi equivalente musical de comida reconfortante. Siempre es a donde vuelvo cuando quiero sentirme conectada a tierra", dijo Ringwald en un comunicado.
Ringwald interpretó a la señora Frechette en la película de Navidad titulada Wishin' and Hopin' de 2014 de Lifetime. Ringwald interpreta a la tía Bailey en la película Jem and the Holograms, donde ella fue quien cría a Jerrica, a su hermana Kimber y a sus hijas adoptivas. En septiembre de 2014, Ringwald comenzó a escribir una columna de consejos para The Guardian, respondiendo a las preguntas sobre "el amor, la familia o la vida en general". En 2016, fue elegida como Amy en la película de crimen y drama King Cobra. Ringwald actualmente tiene un papel recurrente como la madre del personaje principal Archie Andrews, llamada Mary Andrews, en la serie de televisión Riverdale de The CW. Después de aparecer inicialmente solo como actriz invitada, Ringwald asumió un papel más destacado en la serie luego de la muerte de Luke Perry, quien interpretaba al padre de Archie.

## Vida personal

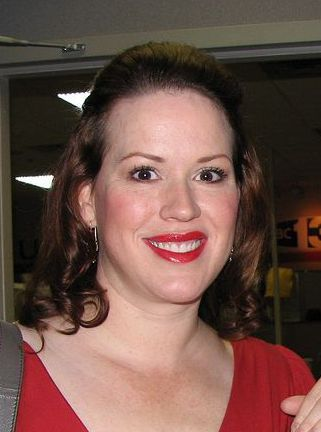
Ringwald en febrero de 2007.

Molly Ringwald se casó con Valéry Lameignère, un escritor francés, en Bordeaux, Francia, el 28 de julio de 1999; y se divorciaron en 2002. Posteriormente se casó con Panio Gianopoulos, un escritor y editor de libros griego-estadounidense, en 2007. Han tenido una hija, Matilda (n. 2003), y los mellizos Adele Georgiana y Roman Stylianos (n. 2009). Su embarazo fue escrito en la trama de The Secret Life of the American Teenager. Ella fue el tema de un episodio en la temporada 7 de la serie de genealogía Who Do You Think You Are?.

## Imagen pública
Ringwald ha indicado que ella era muy consciente de su imagen pública durante sus años de adolescencia y que ella trató de ser un buen modelo a seguir para sus fanes. Cuando se le preguntó sobre la película For Keeps (1988), Ringwald dijo: 

"Yo no quería dar un mensaje equivocado a los adolescentes. En cierto modo sentí una cierta responsabilidad; quiero decir, yo era una adolescente muy, muy famosa y pensé que muchas adolescentes me admiraban e imitaban, y realmente no quería hacer una película que dijera de ninguna manera que tener un bebé a esa edad iba a ser fácil."

## Filmografía

### Películas
| Año  | Título                                                    | Personaje              | Observaciones |
| ---- | --------------------------------------------------------- | ---------------------- | ------------- |
| 1982 | Tempest                                                   | Miranda Dimitrius      |               |
| 1983 | Spacehunter: Adventures in the Forbidden Zone             | Niki                   |               |
| 1984 | Sixteen Candles                                           | Samantha Baker         |               |
| 1985 | The Breakfast Club                                        | Claire Standish        |               |
| 1986 | Pretty in Pink                                            | Andie Walsh            |               |
| 1987 | P.K. and the Kid                                          | P.K. Bayette           |               |
| 1987 | King Lear                                                 | Cordelia               |               |
| 1987 | The Pick-up Artist                                        | Randy Jensen           |               |
| 1988 | For Keeps                                                 | Darcy Elliot Bobrucz   |               |
| 1988 | Fresh Horses                                              | Jewel                  |               |
| 1990 | Strike It Rich                                            | Cary                   |               |
| 1990 | Betsy's Wedding                                           | Betsy Hopper           |               |
| 1993 | Face the Music                                            | Lisa Hunter            |               |
| 1994 | Some Folks Call it a Sling Blade                          | Theresa Tatum          | cortometraje  |
| 1995 | Baja                                                      | Bebe Stone             |               |
| 1995 | Seven Sundays                                             | Janet Gifford          |               |
| 1995 | Malicious                                                 | Melissa Nelson         |               |
| 1996 | Bastard Children                                          | Susan                  |               |
| 1997 | Office Killer                                             | Kim Poole              |               |
| 1998 | Titey                                                     | Anne Frank (voz)       | cortometraje  |
| 1999 | Requiem for Murder                                        | Anne Winslow           |               |
| 1999 | Teaching Mrs. Tingle                                      | Srta. Banks            |               |
| 1999 | Kimberly                                                  | Nancy                  |               |
| 2000 | Cut                                                       | Vanessa Turnbill/Chloe |               |
| 2000 | The Brutal Truth                                          |                        |               |
| 2000 | In the Weeds                                              | Chloe                  |               |
| 2000 | The Translator                                            |                        | cortometraje  |
| 2001 | Cowboy Up                                                 | Connie                 |               |
| 2001 | Not Another Teen Movie                                    | asistente de vuelo     |               |
| 2008 | Guest of Cindy Sherman                                    |                        | documental    |
| 2014 | Electric Boogaloo: The Wild, Untold Story of Cannon Films |                        | documental    |
| 2015 | Jem and the Holograms                                     | Tía Bailey             |               |
| 2015 | Bad Night                                                 | The Collector          |               |
| 2016 | King Cobra                                                | Amy                    |               |
| 2017 | SPF-18                                                    | Faye Cooper            |               |
| 2018 | Siberia                                                   | Gabby Hill             |               |
| 2018 | The Kissing Booth                                         | Sra. Flynn             |               |

### Televisión
| Año       | Título                                        | Personaje            | Observaciones                                 |
| --------- | --------------------------------------------- | -------------------- | --------------------------------------------- |
| 1979-1980 | Diff'rent Strokes                             | Molly Parker         | 2 episodios                                   |
| 1979-1980 | The Facts of Life                             | Molly Parker         | papel principal (temporada 1–2); 14 episodios |
| 1983      | Packin' It In                                 | Melissa Webber       | película para televisión                      |
| 1985      | Surviving: A Family in Crisis                 | Lonnie               | película para televisión                      |
| 1986      | Tall Tales & Legends                          | Jenny Smith          | Episodio: "Johnny Appleseed"                  |
| 1992      | Something to Live for: The Alison Gertz Story | Alison Gertz         | película para televisión                      |
| 1994      | The Stand                                     | Frannie Goldsmith    | papel principal                               |
| 1996      | Townies                                       | Carrie Donovan       | papel principal                               |
| 1996      | Remember WENN                                 | Angela Colton        | Episodio: "Sight Unseen"                      |
| 1998      | Saturday Night Live                           | Anne Frank (voz)     | Episodio: "Steve Buscemi/Third Eye Blind"     |
| 1998      | Twice upon a Time                             | Beth Sager           | película para televisión                      |
| 2000      | The $treet                                    | Devyn Alden          | Episodio: "Propheting on Losses"              |
| 2000      | The Outer Limits                              | Allison Channing     | Episodio: "Judgment Day"                      |
| 2002      | Historias de la tele                          | Marion Powers        | película para televisión                      |
| 2006      | Medium                                        | Kathleen Walsh       | Episodio: “The Darkness is Light Enough”      |
| 2006      | The Wives He Forgot                           | Charlotte Saint John | película para televisión                      |
| 2006      | Molly: An American Girl on the Home Front     | Helen McIntire       | película para televisión                      |
| 2008-2013 | The Secret Life of the American Teenager      | Anne Juergens        | papel principal                               |
| 2011      | Psych                                         | Nurse McElroy        | Episodio: "Shawn, Interrupted"                |
| 2011      | RuPaul's Drag U                               | ella misma           | Episodio: "Like a Virgin"                     |
| 2014      | Rainbow Brite                                 | Dark Princess (voz)  | 3 episodios                                   |
| 2014      | Wishin' and Hopin'                            | Madame Frechette     | película para televisión                      |
| 2016      | Raising Expectations                          | Paige Wayney         | Papel principal                               |
| 2016      | Doc McStuffins                                | Darla                | Episodio: "Stuffy's ambulance ride"           |
| 2017-2021 | Riverdale                                     | Mary Andrews         | recurrente (25 episodios)                     |
| 2022      | Dahmer – Monster: The Jeffrey Dahmer Story    | Shari Dahmer         | recurrente                                    |
| 2024      | Feud: Capote vs. The Swans                    | Joanne Carson        |                                               |

### Teatro
| Año  | Título | Personaje | Observaciones |
| ---- | ------ | --------- | ------------- |
| 1978 | Annie  | Kate      |               |

## Premios
| Año  | Premio                    | Categoría                                                  | Obra                                     | Resultado |
| ---- | ------------------------- | ---------------------------------------------------------- | ---------------------------------------- | --------- |
| 1983 | Premios Globos de Oro     | Nueva estrella eemenina del año                            | Tempest                                  | Nominada  |
| 1983 | Young Artist Award        | Mejor intérprete joven                                     | Tempest                                  | Nominada  |
| 1985 | Young Artist Award        | Mejor actriz joven en – musical, comedia, aventura o drama | Sixteen Candles                          | Ganadora  |
| 1988 | Festival de Cine de Paris | Mejor actriz                                               | For Keeps                                | Ganadora  |
| 1989 | Kids' Choice Awards       | Actriz favorita de película                                |                                          | Nominada  |
| 1991 | Razzie Awards             | Peor actriz                                                | Betsy's Wedding                          | Nominada  |
| 2002 | MTV Movie Award           | Mejor cameo                                                | Not Another Teen Movie                   | Nominada  |
| 2005 | MTV Movie Awards          | Cubo de plata de la Concesión por la Excelencia            | The Breakfast Club                       | Ganadora  |
| 2008 | TV Land Awards            | Personaje preferido que "desapareció"                      | The Facts of Life                        | Nominada  |
| 2009 | Teen Choice Awards        | Unidad de Selección de los Padres de TV                    | The Secret Life of the American Teenager | Nominada  |

### Globos de Oro
| Categoría    | Película | Resultado |
| ------------ | -------- | --------- |
| Mejor actriz | Tempest  | Nominada  |

## Discografía
- Except Sometimes (2013)
- Going Home Alone (2013)